# Sassacus
Sassacus (* um 1560; † Juni 1637) war ein Sachem der Pequot, einem Indianerstamm im heutigen US-Bundesstaat Connecticut. Er war der Sohn und Nachfolger von Sachem Wopigwooit, der als erster Häuptling des Stammes mit den weißen Kolonisten Kontakt aufnahm und um 1632 von den Holländern bei Hartford getötet wurde.
Nach dem Tod von Sachem Wopigwooit wollten sowohl Sassacus als auch sein Rivale Uncas dessen Nachfolge antreten. Das Herrschaftsgebiet der Pequot erstreckte sich zu dieser Zeit von der Narragansett-Bay im Osten bis zum Hudson River im Westen und umfasste im Süden den größten Teil von Long Island. Die Entscheidung des Stammesrats fiel auf Sassacus, und obwohl Uncas mit Sassacus' Tochter verheiratet war, akzeptierte er diese Entscheidung nicht. Die Pequot spalteten sich daraufhin in zwei Parteien, von denen die eine die holländischen und die andere die englischen Kolonisten favorisierte. In der Folge kam es zu Angriffen auf niederländische oder englische Pelzhändler, wenn sie der falschen Pequotgruppe begegneten. Uncas verweigerte Sassacus die Gefolgschaft und verließ schließlich mit 50 Kriegern und ihren Familien die Pequot-Dörfer. Sie siedelten in einem neuen Dorf am Connecticut River nördlich des heutigen Lyme und nannten sich jetzt Mohegan. Uncas gelang es, seine Gruppe mit der Aufnahme benachbarter kleiner Stämme derart zu vergrößern, dass sie von Sassacus nicht mehr zur Rückkehr gezwungen werden konnte.
1634 kam es zu einem Zwischenfall, als der als Sklavenjäger bekannte Bostoner Kapitän und Händler John Stone von Westlichen Niantic beim Versuch getötet wurde, indianische Frauen und Kinder als Sklaven zu fangen. Sein Tod sorgte für Empörung unter den Kolonisten. Da die Niantic Verbündete der Pequot waren, machte sich Sassacus zu Versöhnungsgesprächen auf den Weg. Die Puritaner ließen sich jedoch nicht durch Pelze und Wampum besänftigen, sondern verlangten die Auslieferung der Schuldigen. Es kam zu keiner Einigung, Sassacus und die Puritaner gingen im Zorn auseinander. Im Sommer 1635 entstand an der Mündung des Connecticut Rivers das neue englische Fort Saybrook und die Niederländer mussten ihren Handelsposten bei Hartford schließen, weil sie keinen Zugang mehr zum Long-Island-Sund hatten. Damit verloren die Pequot ihren holländischen Handelspartner.

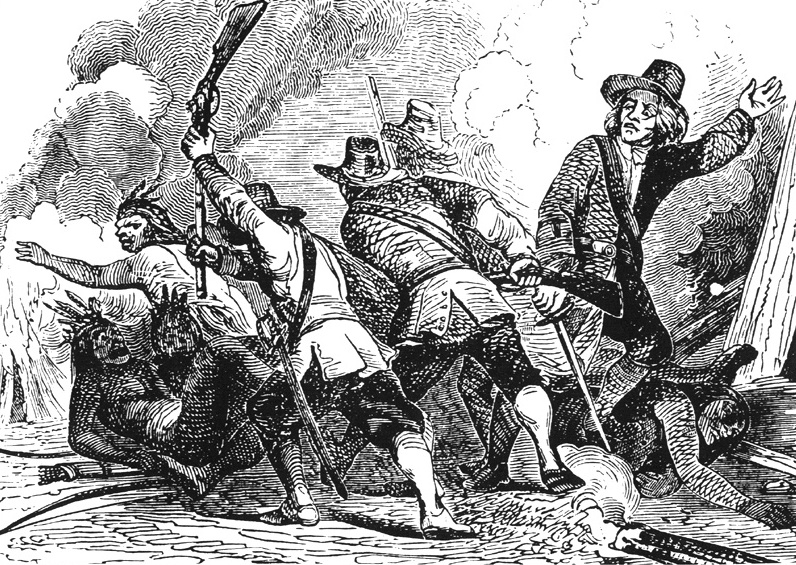
Angriff der englischen Kolonisten im Mai 1637 auf das Pequot-Fort am Mystic River

Im folgenden Winter ersuchten die Pequot die Mohegan und Narraganset um Beistand für einen bevorstehenden Krieg gegen die Briten; beide Stämme jedoch lehnten nicht nur ab, sondern stellten sich auf die Seite der britischen Kolonisten. Sassacus entschied sich daraufhin, den Krieg allein zu führen. Im April 1637 unternahm er einen Vergeltungsangriff auf Wethersfield und Hartford und tötete 30 Kolonisten. Am 1. Mai 1637 erklärte die Führung der Kolonie von Connecticut den Offensiv-Krieg gegen die Pequot. Trotz der bestehenden Differenzen waren viele Mohegan nicht bereit, gegen ihre Pequot-Verwandten zu kämpfen. Uncas ließ die meisten seiner Anhänger zum Schutz der Dörfer zurück und zog mit nur 70 seiner treuesten Krieger nach Hartford, um die nur 90 Mann umfassende Kolonialtruppe unter John Mason zu verstärken. Man plante, das stark befestigte Pequot-Fort am Mystic River zu zerstören. Die kleine Armee wurde in Boote verladen und fuhr den Connecticut River hinab bis nach Fort Saybrook, wo weitere Truppen aufgenommen wurden. Anschließend führte der Weg die Küste entlang bis in die Nähe von Mystic, einem großen, befestigten Dorf der Pequot am gleichnamigen Fluss.
John Mason ließ am 25. Mai 1637 das Fort der Pequot umstellen und in Brand schießen. Danach drangen seine Truppen in das brennende Dorf ein und richteten ein Blutbad an, das später als Mystic-Massaker bekannt wurde. Die meisten der rund 700 Einwohner versuchten zu fliehen, wurden in die Flammen zurückgetrieben und über 500 von ihnen starben einen qualvollen Tod. Captain Mason, der die Pequot befehlsgemäß ausrotten sollte, verfolgte mit seinem Kommando die geflohenen Indianer, tötete sie oder legte sie in Ketten. Die Nachricht von diesem Massaker erreichte in Windeseile die übrigen Pequot-Dörfer, die daraufhin in kleinen Gruppen nach Westen flohen. Sassacus flüchtete mit einer Gruppe an der Connecticut-Küste entlang nach Westen und versuchte, die Mohawk-Dörfer zu erreichen. Die Briten nahmen mit Hilfe von Uncas und seinen Mohegan-Scouts die Verfolgung auf und entdeckten die gesuchten Pequot in der Nähe des heutigen Fairfield. In einem Sumpf wurden die Pequot umzingelt, lehnten jedoch eine kampflose Aufgabe ab. Daraufhin wurde den Frauen und Kindern erlaubt, den Sumpf zu verlassen. Im anschließenden Gefecht fanden 180 Pequot den Tod oder wurden gefangen. Sassacus floh mit den Überlebenden zu den Mohawk im heutigen Bundesstaat New York. Diese jedoch fürchteten die Vergeltung der Briten, töteten Sassacus im Juni 1637 und schickten seinen Kopf als Loyalitätsbeweis nach Hartford, der Hauptstadt der jungen Kolonie Connecticut. Der Ort in der Nähe von Guilford, in der das geschah, heißt noch heute „Sachem's Head“ (dt. Kopf des Sachem). 
Der Pequot-Krieg endete mit einer Serie von kleineren Gefechten, in denen die Engländer, Mohegan und Narraganset die meisten Pequot zur Strecke brachten. Schließlich kapitulierten die verbliebenen Pequot und baten um Frieden für ihr geschlagenes Volk.